# Passeport roumain
 (avril 2018).
Si vous disposez d'ouvrages ou d'articles de référence ou si vous connaissez des sites web de qualité traitant du thème abordé ici, merci de compléter l'article en donnant les références utiles à sa vérifiabilité et en les liant à la section « Notes et références ».
Le passeport roumain est un document de voyage international délivré aux ressortissants roumains, et qui peut aussi servir de preuve de la citoyenneté roumaine. 

## Liste des pays sans visa ou visa à l'arrivée
| Union européenne       |
| République Dominicaine |
| Egypte                 |
| Israël                 |
| Myanmar                |
| République de Moldova  |